# Egervár
Egervár là một thị trấn thuộc hạt Zala, Hungary. Thị trấn này có diện tích 10,29 km², dân số năm 2010 là 1010 người, mật độ 98 người/km².